# Gonostoma atlanticum
Espèce
Gonostoma atlanticum est une espèce de poissons de l'infra-classe des téléostéens (Teleostei).